# УАЗ-31512
УАЗ-469Б — повнопривідний легковий автомобіль підвищеної прохідності.
Автомобіль УАЗ-469Б — це «цивільна» версія моделі УАЗ-469. На відміну від військогової версії УАЗ-469Б не має пускового підігрівача, провідні мости з одноступінчастою головною передачею без бортових редукторів (дорожній просвіт 220 мм), виготовлені на основі провідних мостів автомобіля ГАЗ-69, контактна (на ранніх моделях) або безконтактна електронна система запалювання. Карданні вали мають трохи більшу довжину в порівнянні з валами автомобіля УАЗ-469. Машина відкрита з кузовом типу фаетон, з брезентовим тентом (машини з металевими або склопластиковими дахами - це колишні напівпричепи, жорсткий верх встановлювався окремо або як додаткова комплектація).
Серійно УАЗ-469Б випускався Ульяновським автозаводом з 1972 по 1985 рік, пізніше отримав чотиризначний номер 31512 (номер 3151 отримала модель УАЗ-469).
УАЗ-31512 випускався з 1985 по 2005 рік.

## Двигуни
- 2.45 л УМЗ-4178 І4 92 к.с. при 4000 об/хв 166 Нм
- 2.45 л ЗМ3-4021.10 І4 95 к.с. при 2400-2600 об/хв 166 Нм